# Saint-Paul-le-Jeune
Saint-Paul-le-Jeune là một xã ở tỉnh Ardèche, vùng Auvergne-Rhône-Alpes ở đông nam nước Pháp.